# Die wilden Detektive
Der Roman Die wilden Detektive von Roberto Bolaño erschien im spanischen Original im Jahr 1998 unter dem Titel Los detectives salvajes. Ins Deutsche übersetzt wurde er von Heinrich von Berenberg und erschien 2002 im Carl Hanser Verlag.

## Inhalt
Der Roman erzählt die Geschichte von Ulises Lima, Mexikaner, und dem in Mexiko illegal lebenden Chilenen Arturo Belano. Beide sind die zentralen Personen der mexikanischen Dichtergruppe der Realviszeralisten bzw. des viszeralen Realismus (Visceral von lateinisch viscus = Eingeweide). Diese Bewegung existiert Mitte der 1970er Jahre und besteht aus jungen Menschen, die in den 1950er Jahren geboren sind und in Mexiko-Stadt leben. Geschildert wird der Alltag von einigen zentralen Akteuren des Realviszeralismus, neben den Hauptpersonen sind das besonders die Schwestern María und Angélica Font, Töchter des Architekten Joaquín Font. Hier und in unterschiedlichen Cafés und Bars treffen und begegnen sich die agierenden Personen. Neben der Poesie spielen Sex und Drogen, besonders Marihuana und Alkohol, eine wichtige Rolle.
Ulises Lima und Arturo Belano sind an der Geschichte ihrer Vorläufer, den Realviszeralisten der 1920er Jahre, interessiert und recherchieren in verschiedenen Archiven. Dabei stoßen sie auf eine damalige literarische Zeitschrift namens Caborca, die von Cesárea Tinajero herausgegeben wurde und nur einmal erschien.
Als einzigen Dichter dieser Bewegung können sie den in Mexiko-Stadt lebenden Amadeo Salvatierra ausfindig machen. Bei ihrem Besuch zeigt ihnen dieser die einzige Ausgabe der Zeitschrift, die ein Gedicht von Cesárea Tinajero enthält, eine Grafik. Die Autorin hat Mexiko-Stadt offenbar schon in den 1920er Jahren verlassen und kehrte zurück zu ihrem Herkunftsort Caborca in der Sonora-Wüste.
María Font lernt die Prostituierte Lupe kennen, in die sich Marías Vater, Joaquín Font, anscheinend verliebt. Er verbirgt sie vor ihrem Zuhälter und nimmt Lupe schließlich in seinem Haus auf. Der Zuhälter und dessen „Polizisten-Freund“ belagern das Haus und als den Beteiligten in Fonts Haus die Situation zu brisant wird, flüchten Ulises Lima, Arturo Belano und Juan García Madero (gleichfalls Mitglied der Realviszeralisten) mit Lupe in Fonts Ford Impala in den Bundesstaat Sonora. Dort wollen sie einerseits Lupes Zuhälter Alberto entkommen, gleichzeitig begeben sie sich auf die Spur von Cesárea Tinajero. Dazu fahren sie kreuz und quer durch Sonora und finden sie schließlich in einem kleinen Ort nahe der Grenze zu den USA. Unterwegs mit ihr werden sie von Lupes Zuhälter und dessen Begleiter gestellt. Bei der nun entstehenden Auseinandersetzung kommt Alberto um, sein Freund erleidet eine Schussverletzung und stirbt später. Cesárea Tinajero, die sich auf den mit Ulises Lima am Boden ringenden Freund Albertos warf, wird ebenfalls tödlich getroffen. Die Rettung Lupes vor ihrem Zuhälter ist gelungen, doch die von Cesárea Tinajero erhofften Informationen sind nun verloren.
Während Juan García Madero mit Lupe in Mexiko bleibt, machen sich Ulises Lima und Arturo Belano auf die Reise nach Europa. Hier trennen sich ihre Wege weitgehend. Ihre jeweilige Geschichte wird aus der Perspektive von Beteiligten geschildert, die ihnen begegnet sind. Während sich Arturo Belanos Spuren im von Kriegen geschüttelten Afrika verlieren, kehrt Ulises Lima zurück nach Mexiko.

## Aufbau und Deutung des Romans
Roberto Bolaño schildert das Schicksal einer süd- und mittelamerikanischen Generation, die voller Hoffnungen und mit viel Engagement auf die Demokratisierung Lateinamerikas setzte und scheitert – z. B. in Chile und Argentinien an Militärputschs, die viele Menschen dieser Generation (wie auch den Autor) in die Emigration zwingen. Von daher liegt es nahe, dass Arturo „Belano“ als Alter Ego des Schriftstellers Bolaño verstanden werden kann. Für dieses Scheitern steht auch der Tod von Cesárea Tinajero.
Die drei Teile des Romans sind nicht entlang des Verlaufs der Geschichte der Protagonisten aufgebaut. Vielmehr stehen die Berichte über das Leben beider Personen in Europa zwischen dem Bericht über die Gruppe der Realviszeralisten im Mexiko der 1970er Jahre bis zur Flucht nach Sonora und der Odyssee („Ulisses“ Lima) durch die Sonora-Wüste.
Erster Teil
Der erste Teil „Mexikaner, verloren in Mexiko (1975)“ ist als Tagebuch des Juan García Madero angelegt, der in die Bewegung der Realviszeralisten aufgenommen wird, so die Hauptpersonen des Romans und die Familie Font kennenlernt. (Im zweiten Teil wird allerdings vom einzigen Experten des Realviszeralismus, Ernesto García Grajales, betont, dass Juan García Madero niemals Mitglied dieser Bewegung gewesen sei.)
Zweiter Teil
Der zweite Teil, „Die wilden Detektive (1976–1996)“, besteht aus Berichten von Personen, die Lima und Belano kennen, überwiegend Berichte vom Leben der beiden in Europa. Diese Schilderungen werden unterbrochen durch den in Bruchstücken eingestreuten Bericht von Amadeo Salvatierra über den Besuch der beiden bei ihm zur Suche nach Cesárea Tinajero und die Interpretation ihres einzigen überlieferten Gedichts.
Dritter Teil
Im dritten Teil, „Die Wüste von Sonora (1976)“, sind die weiteren Tagebuch-Aufzeichnungen von Juan García Madero wiedergeben. In ihnen schildert Madero die Flucht vor Lupes Zuhälter und die Suche nach Cesárea Tinajero in Sonora.

## Trivia
Nebenbei taucht als Leseempfehlung mit dem französischen Autor J.M.G. Arcimboldi eine Vorläuferfigur des deutschen Autors Benno von Archimboldi aus dem später erschienenen Roman 2666 auf. Auch zur Jahreszahl 2666 gibt es eine gewisse Parallele. Cesárea Tinajero, so berichtete ihre frühere Lehrerkollegin (Teil 3), soll von „kommenden Zeiten“ gesprochen haben und damit „irgendwann um 2600“ gemeint haben, „Zweitausendsechshundert und ein paar Zerquetschte, …“